# Claytonia exigua
Claytonia exigua är en källörtsväxtart som beskrevs av John Torrey och Samuel Frederick Gray. Claytonia exigua ingår i släktet vårskönor, och familjen källörtsväxter.

## Underarter
Arten delas in i följande underarter:
- C. e. exigua
- C. e. glauca

## Bildgalleri

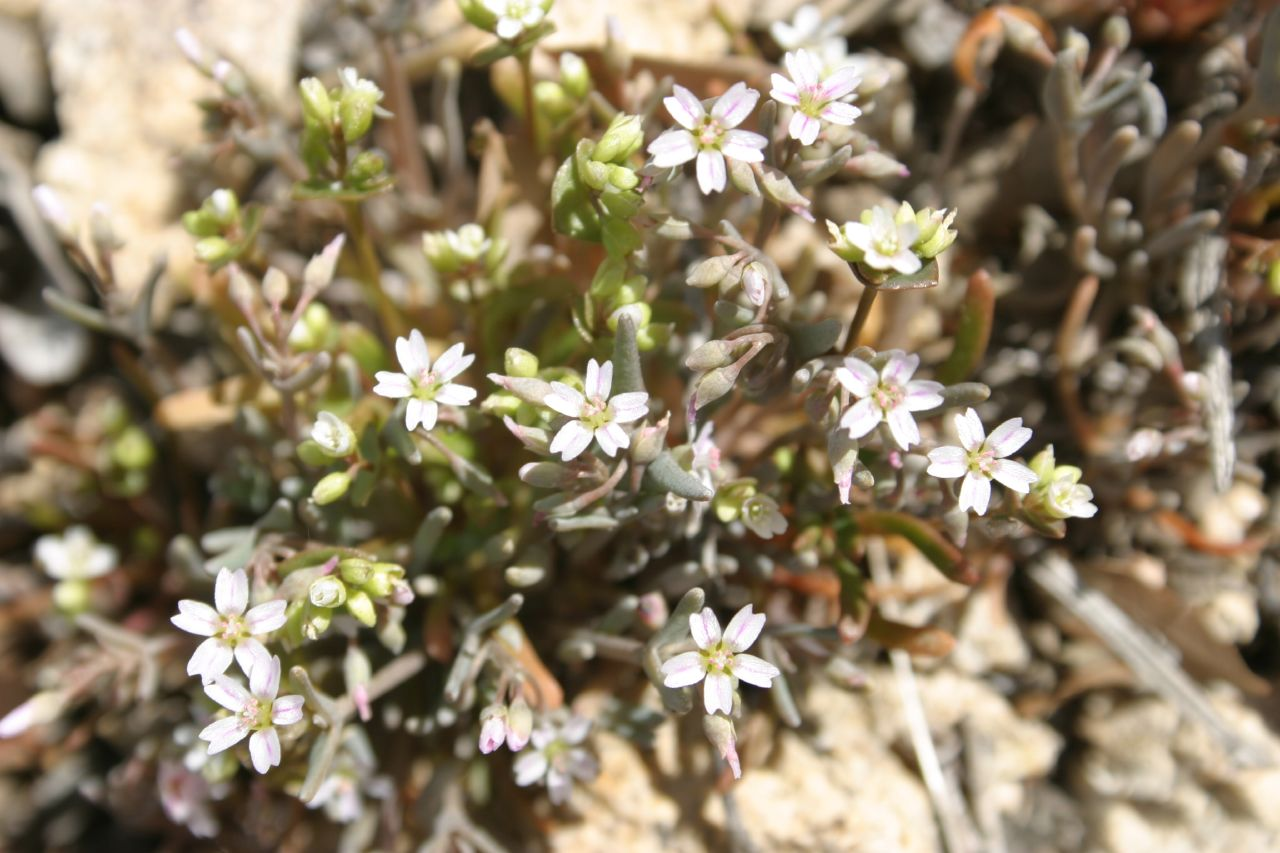